# Ідеальні незнайомці (фільм, 2016)
«Ідеальні незнайомці» (італ. Perfetti sconosciuti) — італійська драматична кінокомедія 2016 року режисера Паоло Дженовезе. Фільм мав комерційний успіх, тільки в Італії зібрав понад 16 мільйонів євро. Більше ніж у 20 країнах були створені ремейки на основі його сюжету. Фільм здобув ряд нагород на міжнародних кінофестивалях.

## Сюжет
Семеро старих друзів, з яких три одружені пари, збираються разом на вечерю у ніч місячного затемнення. Щоб розважитися вони починають гру, яка полягає в тому, щоб на всі дзвінки стільникових телефонів відповідати за допомогою гучного зв'язку, а всі смс-повідомлення зачитувати вголос. До яких наслідків доведе така відвертість і що вони приховували одне від одного.

## Ролі виконують
- Кася Смутняк — Ева
- Марко Джалліні — Рокко
- Едоардо Лео[it] — Козімо
- Альба Рорвакер — Б'янка
- Валеріо Мастандреа — Леле
- Анна Фольєтта[it] — Карлотта
- Джузеппе Баттістон[it] — Пеппе
- Бенедетта Поркаролі[it] — Софія

## Навколо фільму
- Зйомки фільму відбувалися в Римі з вересня по жовтень 2015 року.
- Вечір, про який розповідається у фільмі — 23 вересня 2015 року. На це вказує дата 00:52 субота 24 вересня на смартфоні Леле, коли вона ховається у ванній кімнаті щоб прочитати повідомлення. Однак повне місячне затемнення, яке можна побачити у фільмі відбулося 28 вересня 2015.

## Нагороди
- 2016 Премія Давида ді Донателло[3]:
  - за найкращий фільм — Паоло Дженовезе
  - за найкращий сценарій[it] — Філіппо Болонья, Паоло Костелла, Паоло Дженовезе, Паола Мамміні, Роландо Равелло
- 2016 Премія «Срібна стрічка» Італійського національного синдикату кіножурналістів:
  - за найкращу комедію[it] — Паоло Дженовезе
  - за найкращу оригінальну пісню[it] — Фіорелла Манноя, Бунгаро, Чезаре Кьодо
  - спеціальна «Срібна стрічка»[it] — Джузеппе Батістон, Анна Фольєтта, Марко Джаліні, Едоардо Лео, Валеріо Мастандреа, Альба Рорвахер, Кася Смутняк
- 2016 Премія «Золотий Чяк» італійського журналу «Чяк»[it]:
  - за найкращий фільм — Паоло Дженовезе
  - за найкращий сценарій — Паоло Дженовезе, Роландо Равелло, Паола Мамміні, Паоло Костелла, Філіппо Болонья
  - найкращому акторові — Марко Джаліні
- 2016 Премія на Каїрського міжнародного кінофестивалю, (Єгипет):
  - за найкращий сценарій — Філіппо Болонья, Паоло Костелла, Паоло Дженовезе, Паола Мамміні, Роландо Равелло
- 2016 Премія «Міжнародного кінофестивалю Трайбека» Конкурс художніх фільмів (Нью-Йорк, США):
  - за найкращий сценарій — Філіппо Болонья, Паоло Костелла, Паоло Дженовезе, Паола Мамміні, Роландо Равелло